# ミポ・オドゥベコ
ミポ・オドゥベコ（Mipo Odubeko, 2002年10月21日 - ）は、アイルランド・ダブリン出身のサッカー選手。CSマリティモ所属。ポジションはフォワード。

## 経歴
ナイジェリア出身の両親のもとに生まれる。14歳の時に家族とともにマンチェスターに移り、マンチェスター・シティFCを経てマンチェスター・ユナイテッドFCのユースに所属した。
2019年10月、17歳の誕生日を迎えてまもなくマンチェスター・ユナイテッドとの契約を終了させ、ウェストハム・ユナイテッドFCと3年契約を結んだ。2020年より、トップチームの選手と共に練習する機会が増える。
2021年8月30日、ハダースフィールド・タウンFCに期限付き移籍した。
2022年1月27日、ドンカスター・ローヴァーズFCに期限付き移籍。
2022年8月26日、ポート・ヴェイルFCに期限付き移籍。
2023年7月17日、CSマリティモに2年契約で移籍した。